# Brunner (Bern)

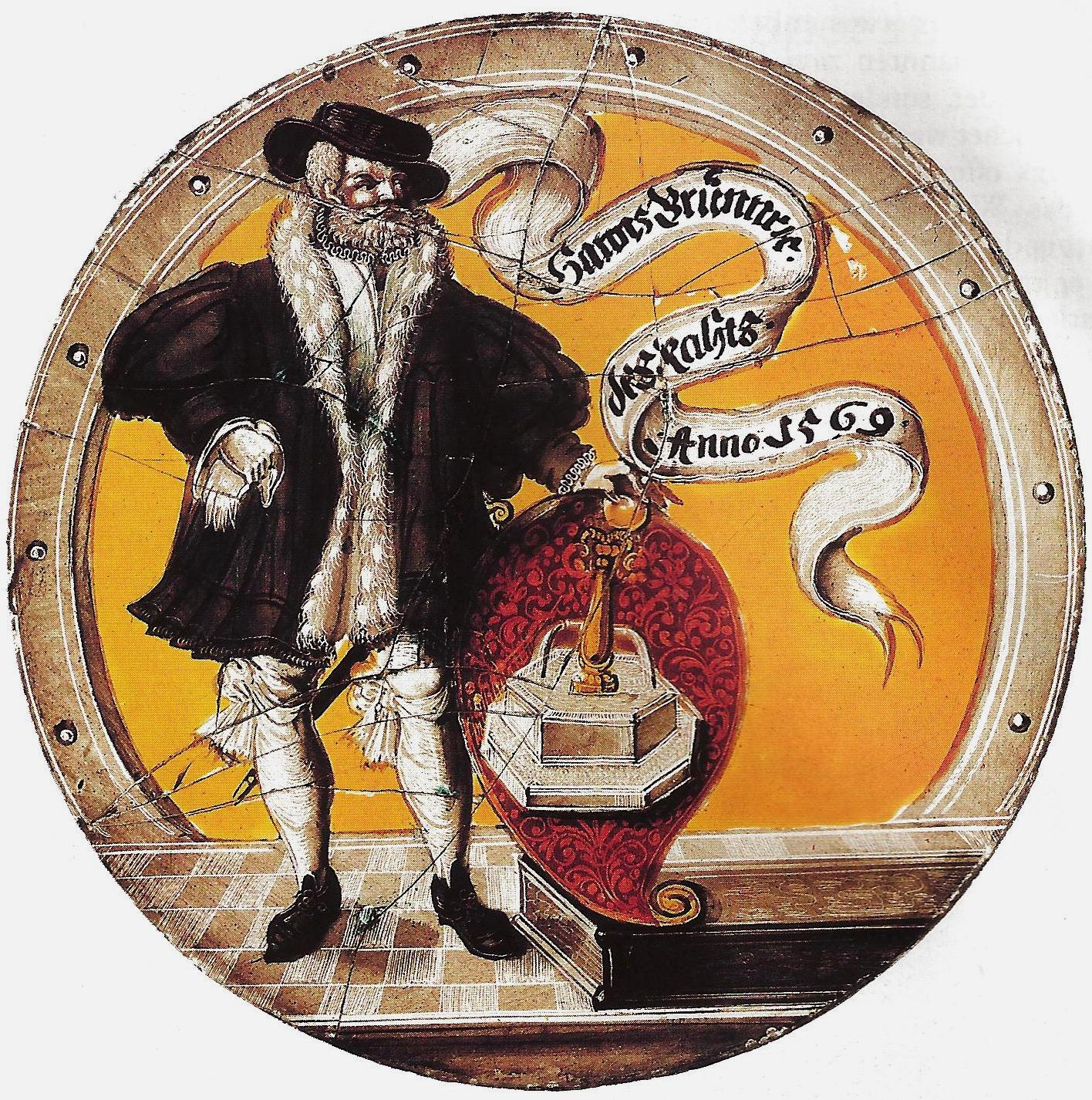
Wappenscheibe Hans Brunner (1569).

Die Familie Brunner ist eine Berner Patrizierfamilie, die seit 1440 das Burgerrecht der Stadt Bern besitzt. Zweige der Familie gehören der Gesellschaft zu Schuhmachern und der Gesellschaft zu Zimmerleuten an.

## Personen
- Samuel Brunner (1790–1844), Arzt und Naturforscher
- Carl Emanuel Brunner (1796–1867), Chemieprofessor
- Karl Brunner-von Wattenwyl (1823–1914), Schweizer Naturforscher
- Edouard Brunner (1932–2007), Schweizer Diplomat

## Archive
- Familienarchiv Brunner (Burgerbibliothek Bern)